# Henrik Flyman
Henrik Flyman (nascido em 6 de setembro em Sundsvall, Suécia) é um premiado compositor, guitarrista e produtor. Ele é ativo nas bandas Evil Masquerade e Lacrimosa . 

## Biografia
Henrik Flyman é um guitarrista sueco, premiado compositor e produtor. Henrik é mais conhecido por sua atual e mais longa banda, Evil Masquerade. Ele foi o fundador da banda sueca de metal de fantasia Moahni Moahna, onde atuou entre 1992 e 1997. Logo depois ele formou a ZooL, que era basicamente a Moahni Moahna com uma formação modificada e um som de hard rock mais clássico. ZooL teve uma breve carreira e lançou apenas um álbum. Entre 2002 e 2004, tocou guitarra pela banda de folk metal dinamarquesa Wuthering Heights e, em 2003, fundou a Evil Masquerade em Copenhague.[carece de fontes?] A música em seu álbum de estreia, Welcome to the Show, teve suas raízes tanto na música clássica quanto no heavy metal e logo foram rotulados pela mídia como sendo metal teatral. Em 2009, ele se juntou à banda alemã de dark wave e rock gótico, Lacrimosa em sua turnê mundial, a Sehnsucht World Tour. Henrik é agora um músico de estúdio e de turnê com a banda. Em 2009, ele também ganhou o prêmio Just Plain Folks Music Awards como compositor, na categoria Melhor Música de Metal com Bozo the Clown, do Evil Masquerade.  Os últimos lançamentos de Henrik Flyman são Black Moon Secret, do álbum Another World, que foi lançado em 28 novembro de 2014,  Testimonium, do Lacrimosa, lançado em 25 de agosto de 2017,  e o sétimo álbum de estúdio do Evil Masquerade, The Outcast Hall of Fame, que foi lançado em 19 de maio de 2016. 

## Caridade
Em 2011, Henrik Flyman se envolveu com o Metal for Cancer, uma organização de caridade fundada por Richard Ofsoski para arrecadar fundos para a Australian Cancer Research Foundation.   Flyman escreveu a música "Let's Unite in Rock", que foi interpretada por vários artistas sob o nome de " The MFC Dragon Slayer All Star Project". Esta banda incluiu todos os membros de Evil Masquerade (exceto Dennis Buhl), bem como Richard Ofsoski, Mats Levén (Therion, Yngwie Malmsteen), Snowy Shaw (Therion, Mercyful Fate, Dream Evil), Tony Kakko (Sonata Arctica), Glen Drover (Megadeth, King Diamond) e Tony Mills (TNT, Shy) só para citar alguns.  

## Equipamento
- Aria PE-1500 [9]
- ENGL Amps R. Blackmore Signature E650 head + gabinetes padrão de 4 x 12" [10]

## Discografia

### Com Moahni Moahna
- Face the Light - EP (1992)
- Temple of Life (1994)
- Queen Shamar - single (1994)
- Why (1997)

### Com Wuthering Heights
- To Travel for Evermore (2002)
- Far from the Madding Crowd (2003)

### Com Evil Masquerade
- Welcome to the Show (2004)
- Theatrical Madness (2005)
- Third Act (2006, 2007 USA)
- Fade to Black (2008 Japan, 2009)
- Black Ravens Cry - single (2012)
- A Silhouette - single (2012)
- Pentagram (2012)
- Like Voodoo - single (2014)
- The Digital Crucifix (2014)
- 10 Years in the Dark - remastered compilation (2014)
- Märk Hur Vår Skugga - single (2016)
- The Outcast Hall of Fame (2016)

### Com Lacrimosa
- Revolution (2012)
- Heute Nacht - EP (2013)
- Live In Mexico City (2 CD) (2014)
- Hoffnung (2015)
- Live in Mexico City - DVD ao vivo (2015)
- Testimonium (2017)

### Outros trabalhos
- ZooL - ZooL (2002)
- The MFC Dragon Slayer All Star Project - Let's Unite in Rock - single (2011)
- Martin - Sad Eyes - single (2012)
- Black Moon Secret - Another World (2014)

### Aparições como convidado
- Mino - Fly (2002)

### Vídeos
- Moahni Moahna - The Quest For the Unholy Sword (1992)[11]
- Moahni Moahna - Radio's to Blame (1996) [12]
- Evil Masquerade - Black Ravens Cry (2007) [13]
- Evil Masquerade - Black Ravens Cry (2007) [14]
- The MFC Dragon Slayer All Star Project - Let's Unite in Rock (2011) [15]
- Evil Masquerade - A Silhouette (2012) [16]
- Lacrimosa - Revolution (2012) [17]
- Evil Masquerade - Like Voodoo (2014) [18]
- Black Moon Secret - huRt (2014) [19]
- Evil Masquerade - Märk Hur Vår Skugga (2016) [20]